# くれなずめ
『くれなずめ』は2021年5月12日公開の日本映画。新型コロナウイルス感染拡大の状況に伴い、公開の延期が発表されたが、同年5月10日に新たな公開日が5月12日に決定したことが発表された。監督・脚本は松居大悟、主演は成田凌。

## 概要
松居自身の実体験を基にしたオリジナルの舞台劇の映画化で、友人の結婚式で余興を披露しようと久しぶりに再会した高校時代の旧友同士が、結婚式の披露宴から二次会までの間、自分たちの過去に思いを巡らす様子を描く。
タイトルの『くれなずめ』は、日が暮れそうで暮れない様子を表す“暮れなずむ”を変化させて命令形にした造語で、「前に進もうとも様々な障害が立ちはだかったままで思い通りに進めない」という意味合いとしている。

## キャスト
吉尾和希
演：成田凌
高校時代に清掃委員をしていたが、明石に誘われて演劇の道に進む。
明石哲也
演：若葉竜也
欽一が主宰する劇団に所属する舞台役者。
曽川拓
演：浜野謙太
和希たちの後輩でサラリーマンをしており、唯一の既婚者。
田島大成
演：藤原季節
和希たちの学生時代の後輩で会社員。
水島勇作
演：目次立樹
ネジ工場で働く作業員で6人の中で唯一地元に残った。
藤田欽一
演：高良健吾
劇団を主宰する舞台演出家。
竹下弘美
演：飯豊まりえ
ウエディングプランナー。
愛
演：内田理央
曽川の妻。
清掃委員の後輩
演：小林喜日
演：都築拓紀（四千頭身）
松岡
演：城田優
吉尾らの同級生。
ミキエ
演：前田敦子
吉尾らの同級生。高校時代は吉尾とともに清掃委員をしていた。
- 滝藤賢一
- 近藤芳正
- 岩松了
- パパイヤ鈴木

## スタッフ
- 監督・脚本：松居大悟
- 主題歌：ウルフルズ「ゾウはネズミ色」（Getting Better / Victor Entertainment）[9]
- 製作：森田篤、佐々木卓也、太田和宏、村上正樹、宮前泰志
- プロデューサー：和田大輔
- 協力プロデューサー：永田芳弘
- アシスタントプロデューサー：横山一博、狩野修吾
- 撮影：高木風太
- 照明：秋山恵二郎
- 録音：竹内久史
- 編集：瀧田隆一
- 装飾：酒井拓磨、森公美
- スタイリスト：望月恵
- ヘアメイク：寺沢ルミ
- 持道具・小道具：谷中太楼
- 振付：パパイヤ鈴木
- 音楽：森優太
- VFXスーパーバイザー：オダイッセイ
- カラリスト：高橋直孝
- 音響効果：松浦大樹
- キャスティング：門田治子
- 宣伝プロデューサー：筒井史子（FINOR）
- スチール：蒔苗仁
- 助監督：山田一洋
- 製作担当：白石治
- 特別協力：エレファントハウス
- 配給・宣伝：東京テアトル
- 製作幹事・制作プロダクション：UNITED PRODUCTIONS
- 製作：「くれなずめ」製作委員会（UNITED PRODUCTIONS、ハピネット、東京テアトル、Fly Free Entertainment、カラーバード）